# Elaphria hybnerana
Elaphria hybnerana är en fjärilsart som beskrevs av Fabricius 1793. Elaphria hybnerana ingår i släktet Elaphria och familjen nattflyn. Inga underarter finns listade i Catalogue of Life.